# Hora punta (rompecabezas)

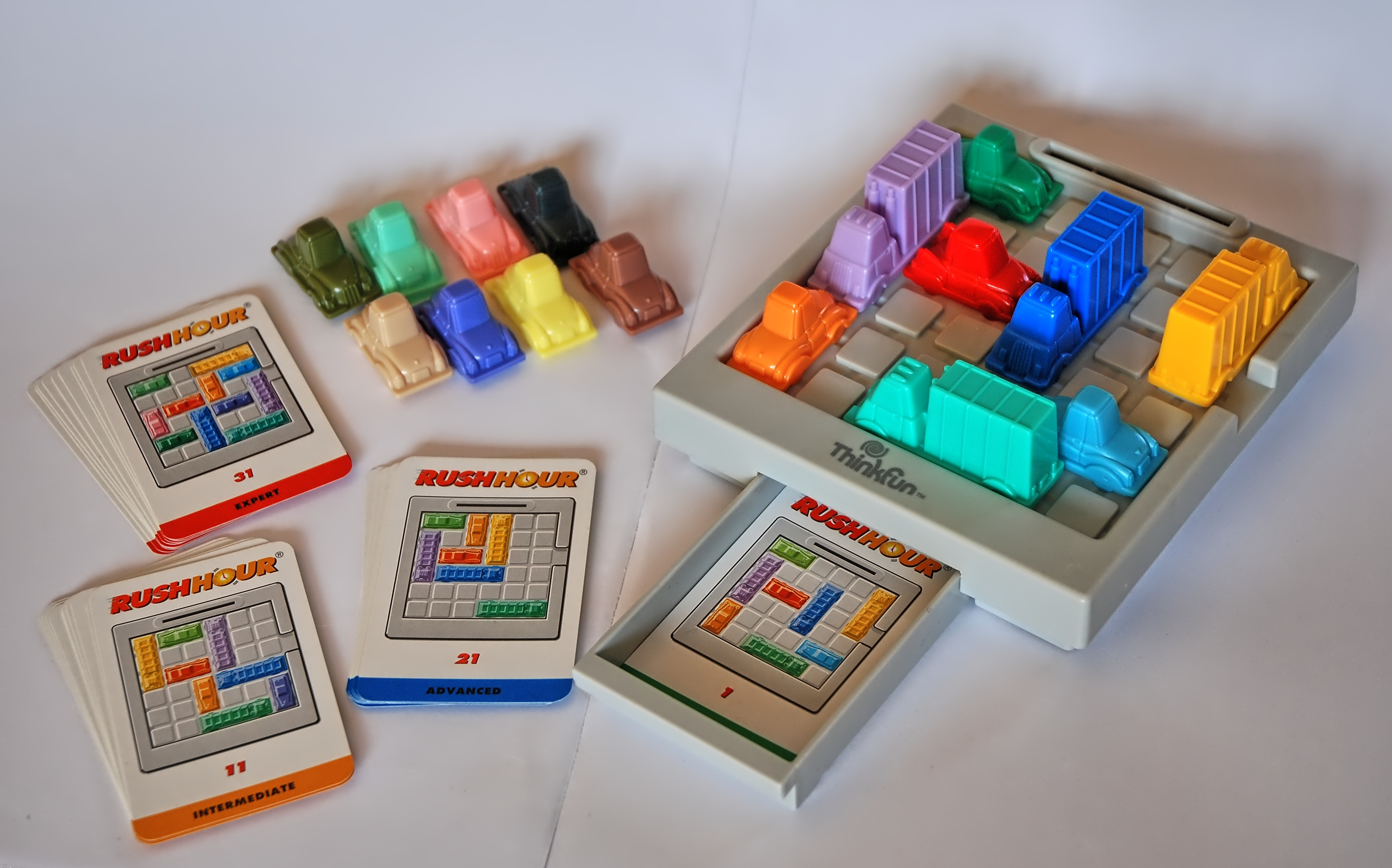
El juego de rompecabezas de la hora punta

Rush Hour es un rompecabezas de bloques deslizantes inventado por Nob Yoshigahara en la década de 1970. Se vendió por primera vez en Estados Unidos en 1996. Actualmente lo fabrica ThinkFun (anteriormente Binary Arts).
ThinkFun ahora vende juegos derivados de Rush Hour: Rush Hour Jr., Safari Rush Hour, Railroad Rush Hour, Rush Hour Brain Fitness y Rush Hour Shift, con rompecabezas de Scott Kim. El juego vendió más de un millón de unidades.

## Juego
El tablero es una cuadrícula de 6 × 6 con ranuras en las fichas para permitir que los autos se deslicen, una bandeja para sostener las cartas, un soporte para cartas activas actuales y un orificio de salida. El juego incluye 16 vehículos (12 autos, 4 camiones), cada uno de un color diferente, y 40 tarjetas de rompecabezas. Los automóviles y los camiones tienen ambos un cuadrado de ancho, pero los automóviles tienen dos cuadrados de largo y los camiones tienen tres cuadrados de largo. Los vehículos sólo pueden moverse a lo largo de una línea recta en la cuadrícula; la rotación está prohibida. Las tarjetas de rompecabezas, cada una con un número de nivel que indica la dificultad del desafío, muestran las posiciones iniciales de los automóviles y camiones. No todos los automóviles y camiones se utilizan en todos los desafíos.

### Objetivo
El objetivo del juego es lograr que sólo el auto rojo salga por la salida del tablero moviendo los otros vehículos fuera de su camino. Sin embargo, los autos y camiones (preparados antes del juego, según una tarjeta de rompecabezas) obstruyen el camino tanto del auto rojo como entre ellos, lo que hace que el rompecabezas sea aún más difícil.

### Ediciones
La Edición Regular incluye cuarenta rompecabezas divididos en cuatro dificultades diferentes, que van desde principiante hasta experto. La Edición Deluxe tiene un tablero de juego negro, una caja de cartas en lugar de la bandeja de cartas de la Edición Regular y sesenta nuevos rompecabezas con una dificultad extra: el Gran Maestro. La Ultimate Collector's Edition tiene un tablero de juego que puede contener vehículos que no están en juego y puede mostrar la tarjeta activa en una exhibición similar a una cartelera. La Ultimate Collectors Edition también incluye 155 rompecabezas nuevos (algunos de ellos del tercer set de cartas) y una limusina blanca. En 2011, el tablero se cambió a negro, como la Edición Deluxe.
En 2010 se lanzó una versión del juego para iOS.

### Expansiones
Se lanzaron tres expansiones oficiales, llamadas "paquetes adicionales": el conjunto de cartas 2, que incluye un auto deportivo rojo que ocupa 2 casillas; el conjunto de cartas 3, que incluye una limusina blanca que ocupa 3 casillas; y el conjunto de cartas 4, que incluye un taxi que ocupa 2 casillas. Cada set también incluye 40 nuevos desafíos exclusivos, desde Intermedio hasta Gran Maestro, que utilizan los nuevos vehículos en lugar de (o además de) el auto rojo. Los tres paquetes de expansión funcionarán con todas las ediciones del juego. Además, al igual que la Edición Regular del juego en 2011, se cambiaron las cartas de las tres expansiones para tener nuevos niveles y diseño para combinar con el nuevo color del tablero de la Edición Regular.

## Complejidad computacional en placas más grandes

Solución mínima de la configuración inicial más difícil de Rush Hour.

Cuando se generaliza de modo que pueda jugarse en un tablero arbitrariamente grande, el problema de decidir si un problema de Hora Punta tiene solución es PSPACE-completo. Esto se demuestra reduciendo un juego de gráficos llamado lógica de restricciones no determinista, que se sabe que es PSPACE-completo, a posiciones de Hora Punta generalizadas. En 2005, Tromp y Cilibrasi  demostraron que Rush Hour todavía es PSPACE-completo cuando los vagones son de tamaño 2 únicamente. También conjeturaron que Rush Hour sigue siendo no trivial cuando los autos son solo de tamaño 1.

## Configuraciones más difíciles
Se ha demostrado que la configuración inicial más difícil posible consta de 93 pasos. La solución más corta se puede ver a la derecha.  Si contamos los movimientos necesarios en lugar de los pasos, la configuración inicial más difícil en este sentido requiere 51 movimientos. 